# Werinherstraße
Die Werinherstraße ist eine Innerortsstraße im Stadtbezirk Obergiesing-Fasangarten (Nr. 17) von München.

## Verlauf
Die Straße beginnt in Verlängerung der vom Giesinger Berg kommenden Ichostraße am Tegernseer Platz an der Kreuzung mit der Tegernseer Landstraße und verläuft nach Osten bis zur Kreuzung mit der Balanstraße am Thomasiusplatz an der Grenze zum Stadtbezirk Ramersdorf-Perlach (Nr. 16). Dort geht sie in die Claudius-Keller-Straße über.

## Öffentlicher Verkehr
In der Nähe des westlichen Endes der Werinherstraße liegt der U-Bahnhof Silberhornstraße. Die U-Bahn-Stationen Untersbergstraße und Giesing liegen jeweils rund 150 bis 200 m südlich der Straße, die letztere am Bahnhof München-Giesing, der von den S-Bahn-Linien S 3, S. 5 und S 7 bedient wird. Die Straßenbahnlinie 25 kreuzt am Tegernseer Platz, die Linie 18 an der Eintrachtstraße/Schlierseestraße. Die Metrobuslinie 54 durchfährt den Ostteil der Straße.

## Namensgeber
Die Straße ist nach dem bairischen Priester und Minnesänger Werinher (das ist nicht Werinher von Sankt Gallen) benannt, der im 12. Jahrhundert lebte und ein Marienleben verfasst hat.

## Charakteristik

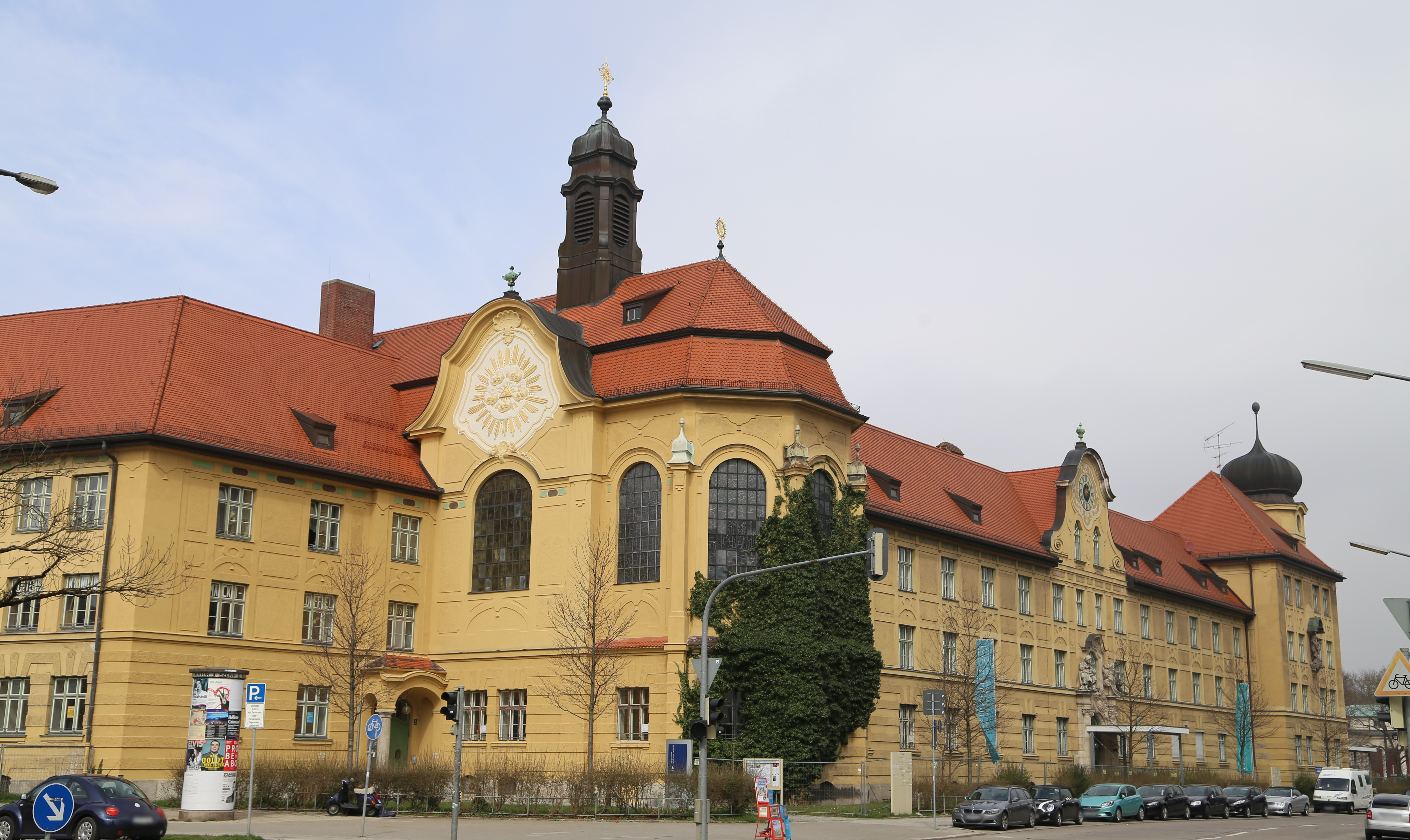
Münchenstift, Haus St. Martin, Ansicht von der Werinherstraße

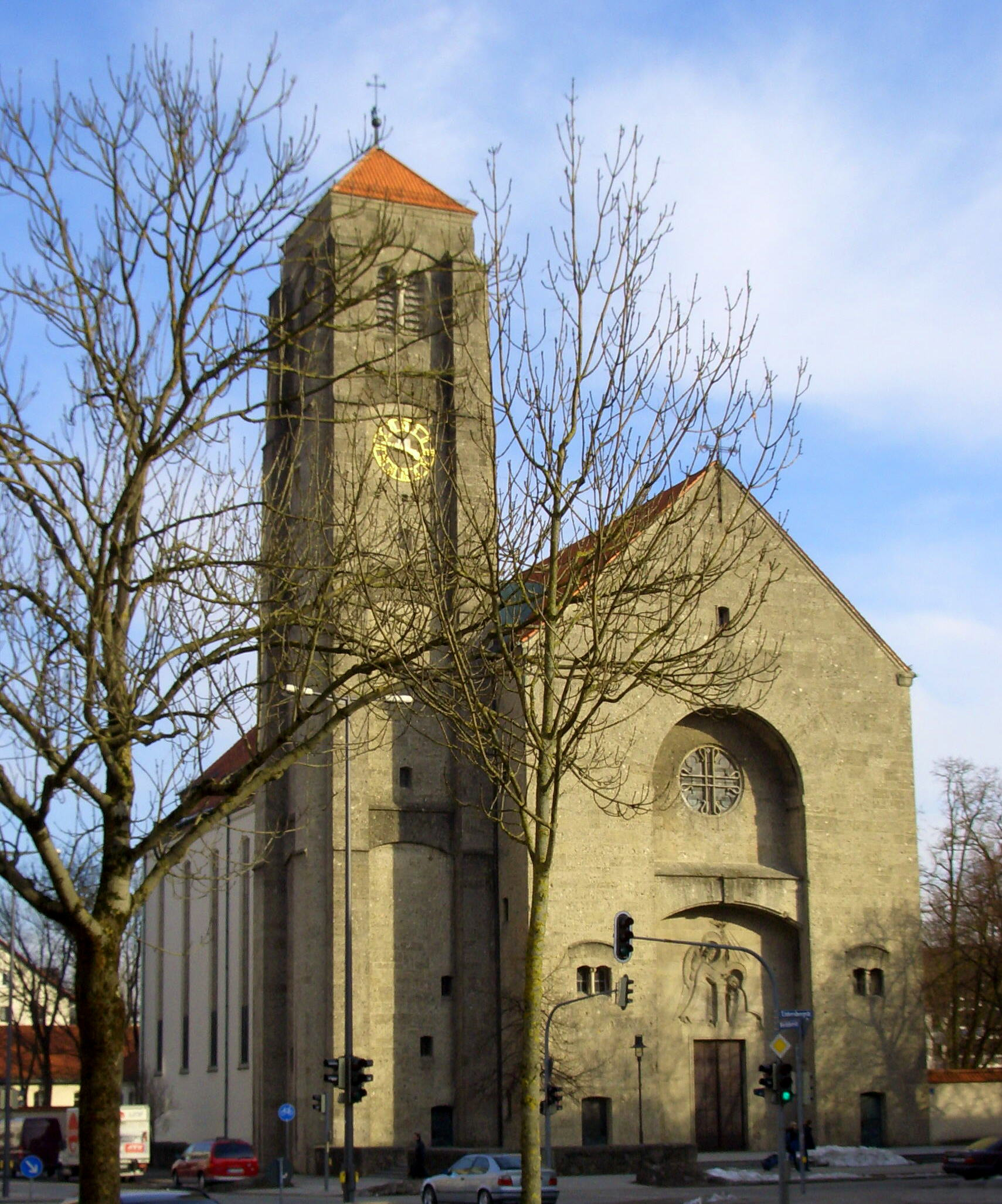
Maria Königin des Friedens

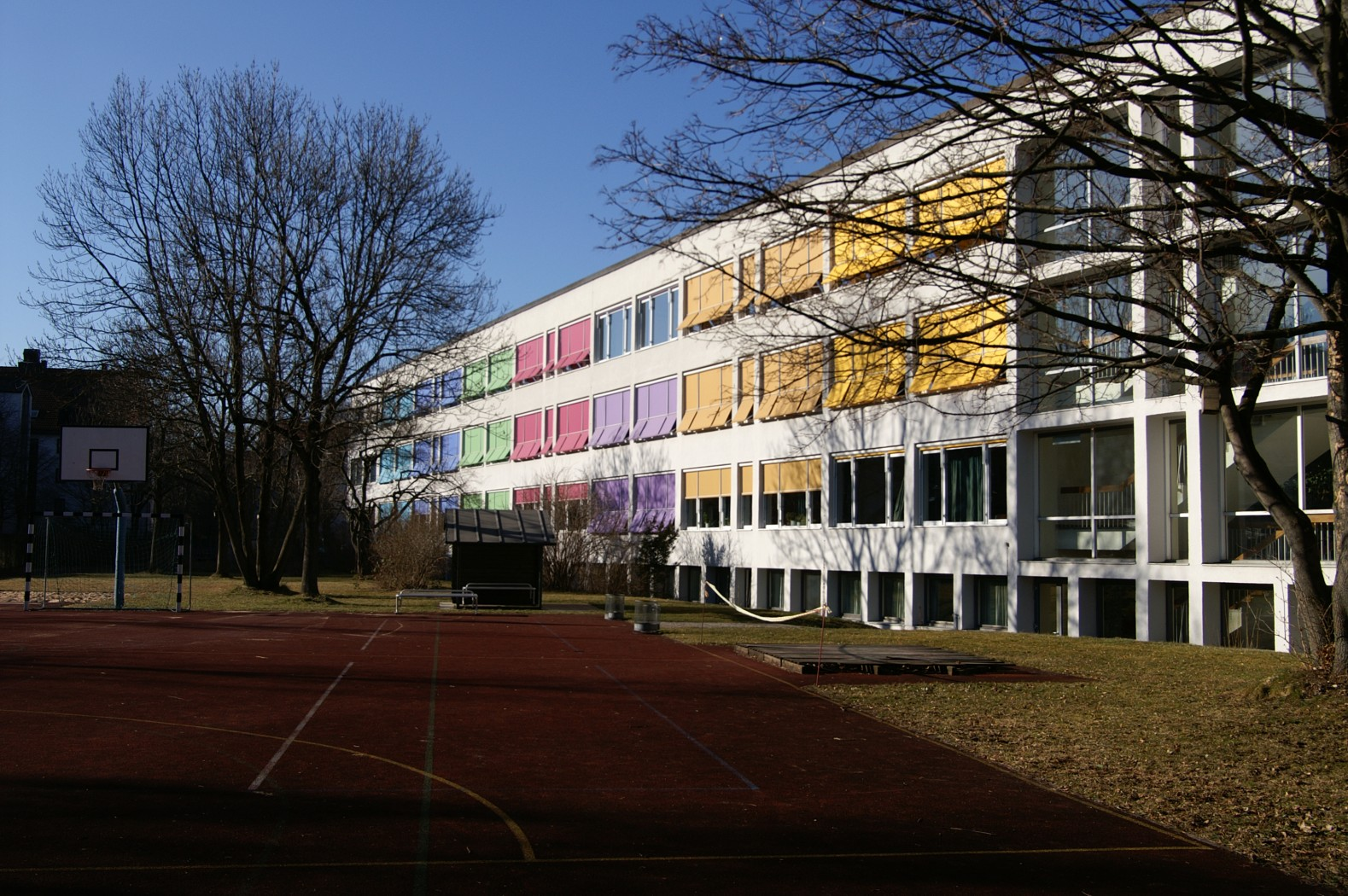
Asam-Gymnasium, Südseite

An der Straße (in ihrem westlichsten Abschnitt Einbahnstraße Richtung Westen) liegt die Kirche Maria Königin des Friedens, die nach Plänen von Robert Vorhoelzer errichtet wurde, von dem auch das Postamt an der Tegernseer Landstraße stammt. Zwischen der Straße und der St.-Martin-Straße im Norden liegt das Münchenstift, Haus St. Martin, südlich an der Ecke zur Schlierseestraße das Asam-Gymnasium, östlich über die Schlierseestraße das Anton-Fingerle-Bildungszentrum (mit dem Abendgymnasium und dem Münchenkolleg). Nach Unterquerung der Bahnstrecke liegt nördlich der ehemalige Komplex der Siemens AG (St.-Martin-Straße).

## Denkmalgeschützte Bauwerke

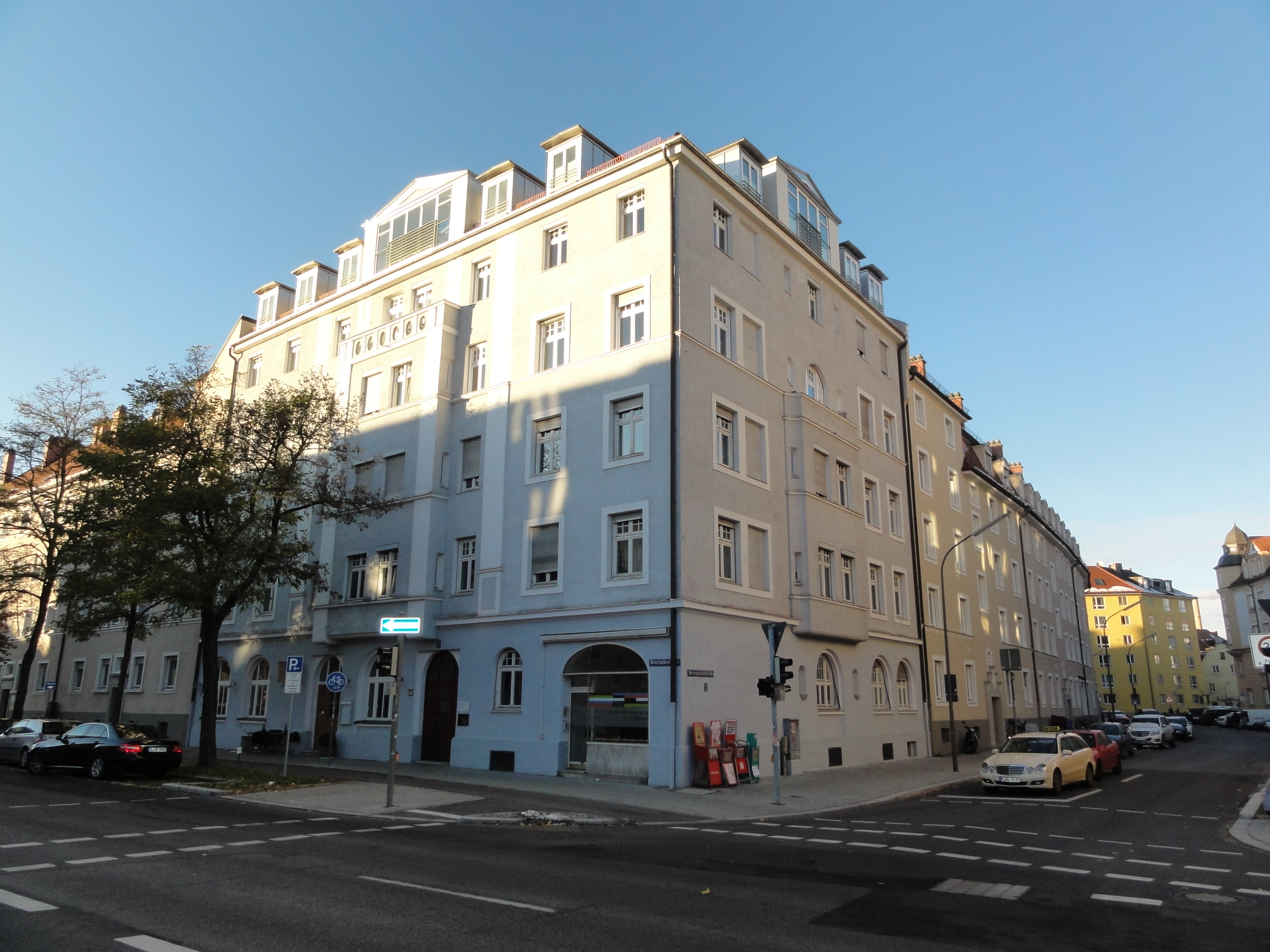
Werinherstraße 15

- Hausnr. 15: Eckbau, fünfgeschossiger Satteldachbau mit Erkern, historisierend, Anfang 20. Jahrhundert (Denkmalliste D-1-62-000-7410)
- Hausnr. 46: Mietshaus, barockisierend, Anfang 20. Jahrhundert; Gruppe mit den Eckhäusern Nr. 48 und Rotwandstraße 1 (Denkmalliste D-1-62-000-7411)
- Hausnr. 48: Mietshaus, barockisierender Eckbau, Anfang 20. Jahrhundert; Gruppe mit Nr. 46 und Rotwandstraße 1 (Denkmalliste D-1-62-000-7412)
- Hausnr. 50/2: katholisches Pfarrhaus, zweigeschossiger, traufseitiger und geschlämmter Backsteinbau mit Satteldach; Gemeindehaus, erdgeschossiger, geschlämmter Backsteinbau mit Satteldach; Laubengang, zwischen Pfarrhaus und Kirche, mit Nagelfluhpfeilern und Satteldach; Einfriedung zur Werinherstraße, geschlämmte Backsteinmauer und Gittertor; Innenhof, mit mittigem gepflastertem Weg und seitlicher Baumbepflanzung; sämtlich von Robert Vorhoelzer, 1936–37 (Denkmalliste D-1-62-000-7413)